# Gabriela Lastra
Gabriela Lastra-Yetten (7 juni 1980) is een tennisspeelster uit de Verenigde Staten van Amerika.
Zij begon op zesjarige leeftijd met het spelen van tennis.
Lastra werd geboren in Chili, en speelde als junior tennis in Californië, nog voor ze aan de Stanford University ging studeren. Als student speelde ze samen met Keiko Tokuda op het WTA-toernooi de Stanford Classic, waar ze samen in 2000 de kwartfinale haalden. In 2002 speelde ze samen met Lauren Kalvaria, en wonnen ze het NCAA dubbeltoernooi in 2002. Dat jaar debuteerden ze samen ook op de US Open in het dubbelspel.
In 2003 kwalificeerde ze zich voor het enkelspel van de US Open.